# ستیغ پیشانی
تاج پیشانی (Frontal crest) برجستگی روی سطح داخلی بخش صدفی استخوان پیشانی است که از همگرایی تحتانی دو لبه شیار پیکانی تشکیل شده‌است. تاج پیشانی به داس مغز متصل می‌شود.